# Застава Пакистана
Заставу Пакистан а је дизајнирао Сајед Амир-уд-Дин Кедваи, према застави из 1906. године. Застава је усвојена је 11. августа 1947, три дана пре проглашења независности земље. Застава је позната као Сабз Хилали Парцхам(Зелена застава са полумесецом) и Парцхам-е-Ситара ау Хилал (Застава са полумесецом и звездом). 

## Симболизам
Застава садржи тамно зелено поље које представља Муслимане, већинско становништво земље, а на левој страни је вертикално бело поље које представља мањину не-Муслимане. У средини је бели полумесец који представља напредак и петокрака бела звезда која представља светлост и знање.